# Trego megye
Trego megye az Amerikai Egyesült Államokban, azon belül Kansas államban található. Megyeszékhelye és legnagyobb városa WaKeeney. Lakosainak száma 2808 fő (2020. április 1.). Trego megye Graham, Ness, Rooks, Ellis és Gove megyékkel határos.

## Népesség
A megye népességének változása:
| Lakosok száma | 2989 | 2981 | 2970 | 2980 | 2927 | 2808 |
|               | 2010 | 2011 | 2012 | 2013 | 2015 | 2020 |